# Pitkäjärvi (Gällivare socken, Lappland, 741621-171181)
Pitkäjärvi är en sjö i Gällivare kommun i Lappland och ingår i Råneälvens huvudavrinningsområde.